# Yuri Colonna
Pour les articles homonymes, voir Colonna.
Yuri Colonna, né le 9 octobre 1996 à San Miniato, est un coureur cycliste italien. Son frère Niko est aussi coureur cycliste.

## Biographie
Yuri Colonna naît au sein d'une famille impliquée dans le monde du cyclisme. Son grand-père Egisto (décédé en 2016) a été directeur sportif de clubs amateurs, tandis que son père Federico a été cycliste professionnel . 
En 2013, il termine notamment sixième du Grand Prix Rüebliland. En 2014, il se classe troisième d'une étape de la Course de la Paix juniors (moins de 19 ans). Il fait ensuite ses débuts espoirs au club Palazzago Fenice, où il s'illustre dans le calendrier amateur italien.
Fin 2017, il devient stagiaire au sein de l'équipe continentale professionnelle Wilier Triestina-Selle Italia. En 2018, il court chez Petroli Firenze-Maserati-Hopplà et s'impose à deux reprises. L'année suivante, il remporte le Tour de la province de Bielle, course de niveau national, tout en obtenant de nombreuses places d'honneur. 
Lors de l'été 2020, il est suspendu quatre ans par l'Agence nationale antidopage italienne dans le cadre de l'« affaire Altopack », remontant à 2017 avec la mort de son ancien coéquipier Linas Rumšas, pour diverses infractions au règlement antidopage (usage ou tentative d'usage d'une substance interdite ou d'un méthode interdite par un athlète, possession de substances interdites et utilisation de méthodes interdites, non-coopération pour le respect des règlements sportifs antidopage). Son frère Niko écope lui aussi de la même suspension.

## Palmarès et résultats

### Palmarès par année
- 2014
  - Tour de la Province de Bielle
  - 2e de la Coppa Giulio Burci
- 2015
  - Trophée Tempestini Ledo
  - 2e de la Coppa San Sabino
- 2016
  - Trophée Adolfo Leoni
- 2017
  - 2e du Trofeo Tosco-Umbro
  - 3e de la Coppa Penna
- 2018
  - Grand Prix de la ville de Vinci
  - Gran Premio Comune di Cerreto Guidi
  - 2e du Giro del Montalbano
  - 3e du Trofeo SC Corsanico
- 2019
  - Tour de la Province de Bielle
  - 2e du Mémorial Polese
  - 2e du Gran Premio della Possenta
  - 2e de Florence-Viareggio
  - 2e du Trophée de la ville de Conegliano
  - 3e du Circuito del Porto-Trofeo Arvedi
  - 3e du Trophée de la ville de Malmantile
  - 3e du Tour d'Émilie amateurs
  - 3e de la Coppa Collecchio

### Classements mondiaux
| Année           | 2017   | 2018   | 2019   |
| --------------- | ------ | ------ | ------ |
| UCI Europe Tour | 1 604e | 1 426e | 1 096e |